# Maestro dei Baldraccani
Maestro dei Baldraccani (fl. XV secolo) è stato un pittore italiano di Scuola forlivese, attivo tra la fine del XV secolo e gli inizi del XVI secolo, a cui sono riconducibili varie opere presentanti caratteri unitari.

## Biografia

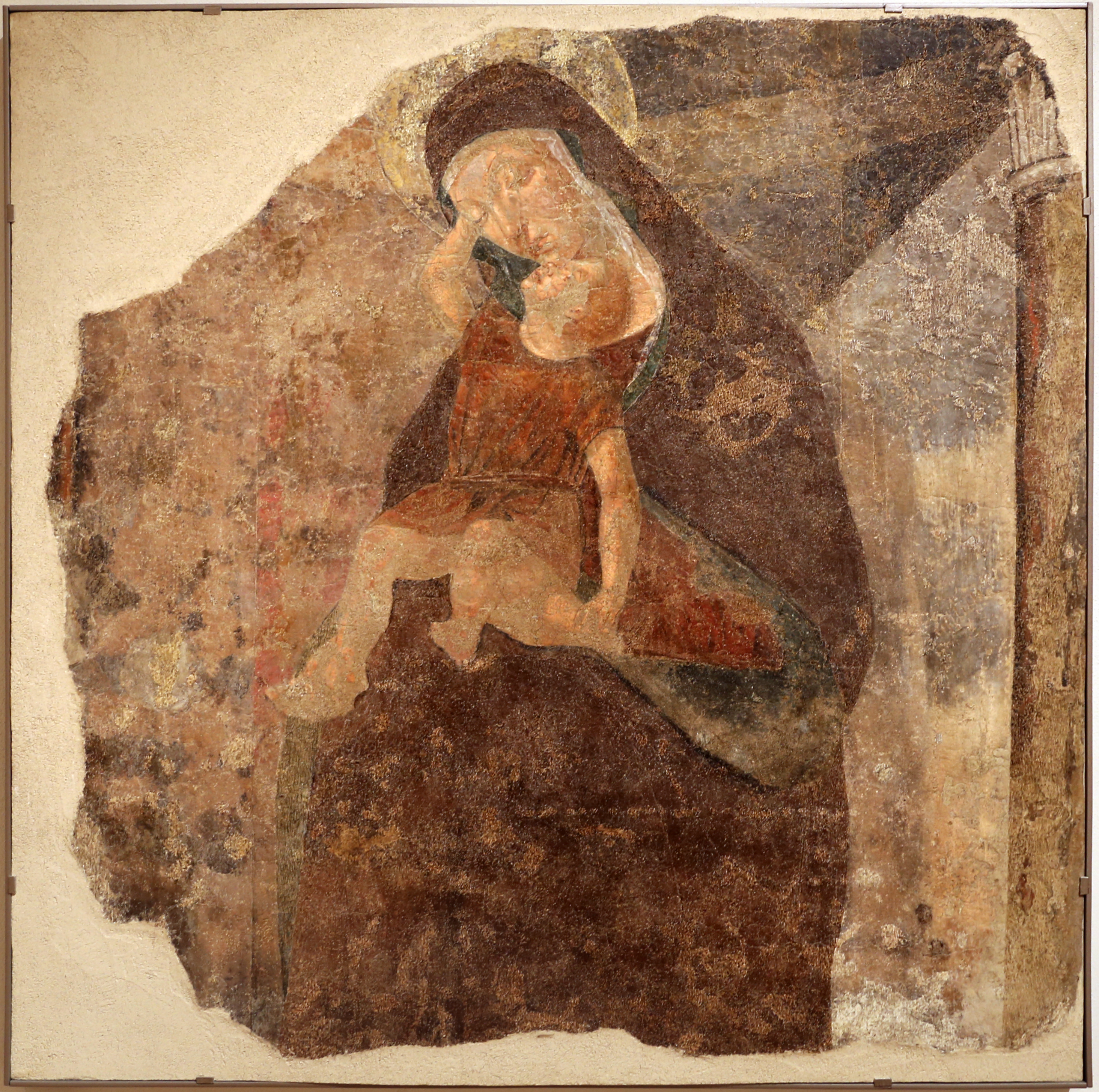
Madonna col Bambino, Pinacoteca civica di Forlì

Il nome e la sua identificazione sono attribuiti a Federico Zeri, che con tale nominativo ha identificato un anonimo del periodo. L'epiteto dei Baldraccani è dovuto al fatto che in uno dei quadri compare lo stemma di questa famiglia gentilizia di Forlì.

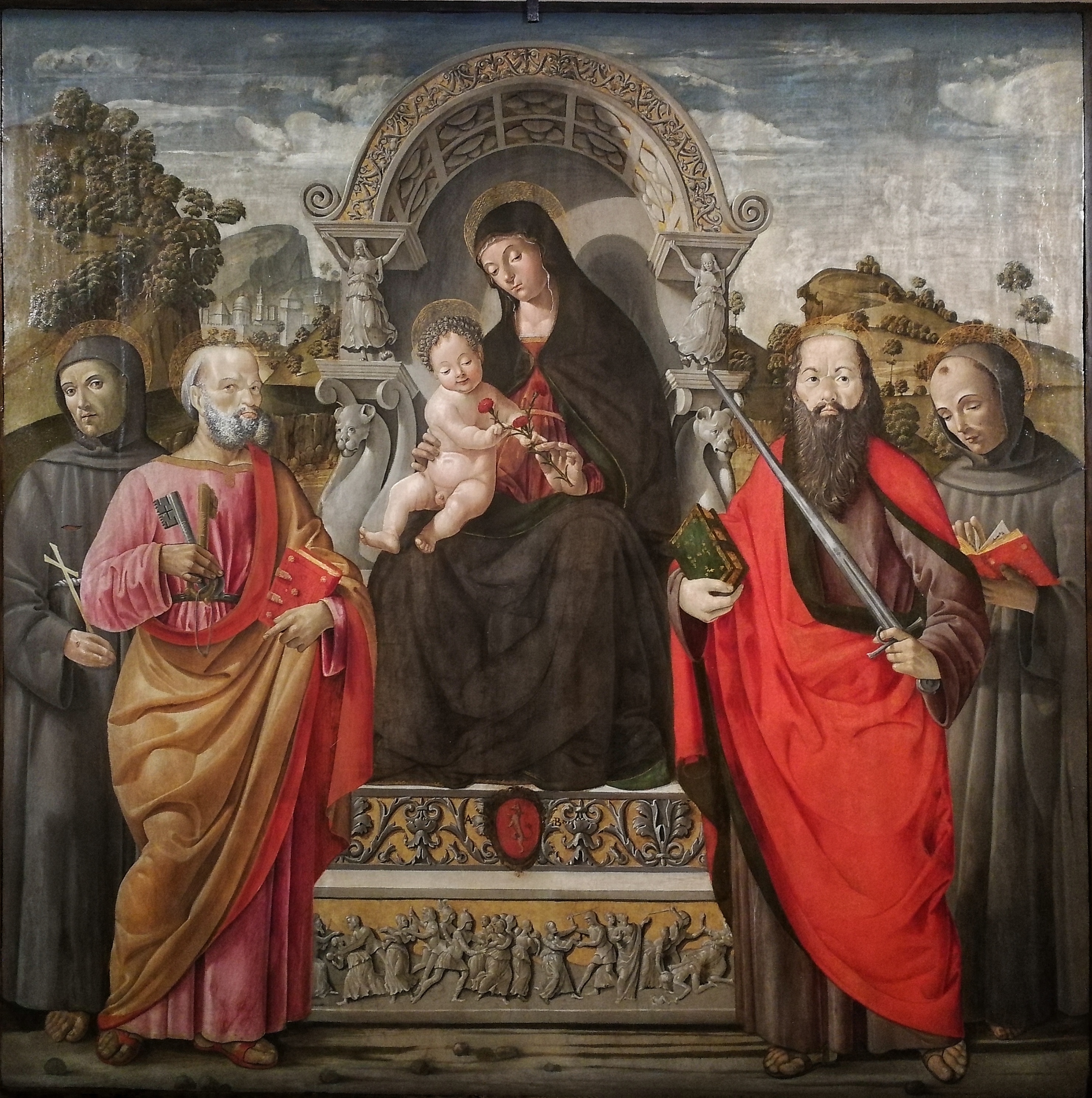
Maestro dei Baldraccani, Madonna col Bambino e Santi (Pala dei Baldraccani), Collezione Poletti

Stefano Tumidei, confrontando le notizie biografiche e gli altri dati in possesso, è giunto alla conclusione che il Maestro dei Baldraccani possa essere identificato con un pittore e storico forlivese, noto all'epoca, ma a cui pochissimo è stato tradizionalmente attribuito: Leone Cobelli.
Lo stile del Maestro dei Baldraccani appare alquanto vicino a quello di Melozzo da Forlì e a quello di Marco Palmezzano.

## Opere
- San Sebastiano, tavola, collezione privata, Bologna
- San Sebastiano, tavola, conservata a Filadelfia, Philadelphia Museum of Art
- Madonna col Bambino e quattro santi, tavola, di ubicazione sconosciuta, già nella collezione Muti-Bussi[1]. Si tratta dell'opera contenente lo stemma dei Baldraccani.
- Madonna adorante il Bambino, olio su tavola, 68,3x45,9, conservata a Cesena, nella Galleria della Cassa di Risparmio di Cesena[2].
- Ritratto del vescovo Filasio Roverella, tempera su tavola, 52x39, conservato a Cesena, nella Pinacoteca Comunale[3].
- Madonna col Bambino, affresco staccato, 100x100, conservato a Forlì, nella Pinacoteca Civica
- Ritratto di Signora ignota[4], Ashmolean Museum, Oxford.